# GO!! MY WISH!!/LOVE&PEACE
「GO!! MY WISH!!/LOVE&PEACE」（ゴー・マイ・ウイッシュ/ラブ・アンド・ピース）は、愛乙女★DOLLの1枚目のインディーシングル。2012年5月22日にアクアルナ・エンターテイメントから発売された。
後に全国流通盤として2012年8月22日に発売された「GO!! MY WISH!!/LOVE&PEACE/君とゆびきり」についても本項で扱う。

## 背景とリリース
2010年10月、安達朱鳥プロデュースによる“エンジェルプロジェクト”が立ち上げられ、同年11月16日、四谷Live in Magicで行われたライブ・イベント『Girls Stream! Bubbles!!』で、愛迫みゆ・花園まゆ・管野まりな・岩田あかねの4人によって初お披露目。ここに『愛乙女★DOLL』（当時の表記。以下「らぶどる」と略す）は産声を上げた。
2011年4月3日に花園が脱退し、3人組になっていたらぶどるは、同月23日、上野BRASHで初のワンマンライブとなる『らぶどるワンマン1st 〜私たちにオリジナルを下さい〜』を開催。「動員目標70名で初のオリジナル曲を作る」ことを目的にプロモーションした結果、目標を上回る109名の観客が集まり、オリジナル曲の制作が決定した。

同年5月14日、岩崎夢生、芦崎麻耶を加え5人組になったらぶどるは、同年6月29日の上野BRASH公演で、『くじら音楽部』所属のまい作詞・CHEEBOW作曲によるオリジナル曲「GO!! MY WISH!!」を初披露。翌月30日には秋葉原GOODMAN公演で愛迫作詞の「LOVE&PEACE」、8月21日には渋谷DESEO公演でらぶどる5人の作詞による「君とゆびきり」をそれぞれ初披露した。だが秋葉原公演では「動員目標120名達成でファンとの打ち上げを行う」という公約を掲げるものの結局達成できず、それ以降2012年1月28日の渋谷屋根裏公演まで動員目標が発表されなくなった。この時のことを岩崎夢生は「目標としているグループに追いつこうとはしない。少しずつらぶどるのペースで追いつきたかった。」と述懐している。
そして2012年3月15日、HMVによるアイドル応援キャンペーン『HMVアイドル学園』の第2弾企画として、らぶどるのファーストシングル制作を発表。それまで連続新曲披露公演でお披露目されていた楽曲の中から「GO!! MY WISH!!」と「LOVE&PEACE」の2曲が選ばれ、ローソン・HMVで「初回限定半額盤」として同年5月22日から500円で限定販売された。
当作が発売された後、2012年5月29日付HMV STORE邦楽ランキングで第3位、同6月2日付オリコンインディーズシングル週間ランキング1位を獲得。後に全国流通盤として収録曲を追加し、「GO!! MY WISH!!/LOVE&PEACE/君とゆびきり」として全国発売された。
なお、CHEEBOWによると、「GO!! MY WISH!!」は制作当初「向こうみずな未来」という仮タイトルだったが、アイドルの最初の楽曲に“向こうみず”を付けるのはいかがなものかと思い、「GO!! MY WISH!!」に改題したとのこと。

## 収録曲
GO!! MY WISH!!/LOVE&PEACE
1. GO!! MY WISH!!
作詞：まい
作曲・編曲：CHEEBOW[4]
ギター：nipotan[11]
コーラス：lino[4][13]
2. LOVE&PEACE
作詞：愛迫みゆ[5]
作曲：タニヤマヒロアキ
編曲：7th fall Project(M2プランニング)
3. GO!! MY WISH!!(Instrumental)
4. LOVE&PEACE(Instrumental)

GO!! MY WISH!!/LOVE&PEACE/君とゆびきり
1. GO!! MY WISH!!
2. LOVE&PEACE
3. 君とゆびきり
作詞：愛乙女★DOLL[6]
作曲：nautilus
編曲：7th fall Project(M2プランニング)
4. GO!! MY WISH!!(Instrumental)
5. LOVE&PEACE(Instrumental)
6. 君とゆびきり(Instrumental)